# Centruroides

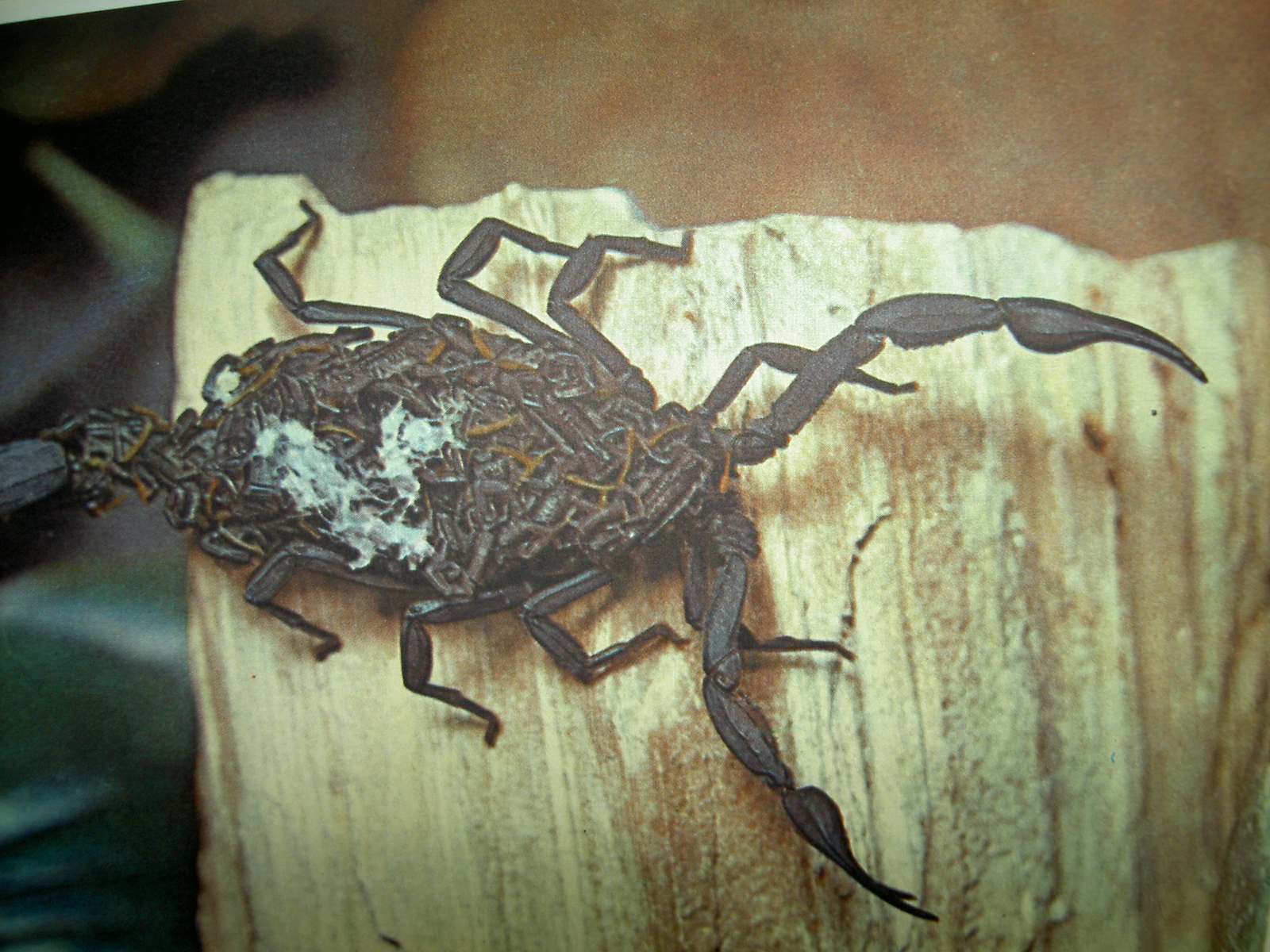
Štír

Centruroides je rod amerických štírů čeledi Buthidae. Nejrozšířenějším druhem je Centruroides gracilis, který obývá celý původní areál výskytu rodu, kromě Ekvádoru. Mnoho druhů je částečně synantropních, což způsobilo jejich značné rozšíření. C. gracilis se dostal na Kanárské ostrovy. V Africe C. gracilis a C. margaritatus vytvořili rozmnožující se populace. C. limbatus je do Česka někdy zavlečen s banány z Kostariky. Mláďata i samotní štíři mnoha druhů jsou velmi odolní a proto je nutné zabránit jejich útěku, jehož jsou mistry. Z hlediska druhů je rod velmi početný.

## Druhy
| C. alayoni, Armas, 1999;               | C. anchorellus, Armas, 1976;             | C. arctimanus, Armas, 1976;             |
| C. balsasensis, Ponce & Francke, 2004; | C. bani, Armas & Marcano Fondeur, 1987;  | C. baracoae, Armas, 1999;               |
| C. barbudensis, Pocock, 1898;          | C. bertholdii, Thorell, 1876;            | C. bicolor, Pocock, 1898;               |
| C. chamulaensis, Hoffmann, 1932;       | C. chiapanensis, Hoffmann, 1932;         | C. elegans, Thorell, 1876;              |
| C. excilicauda, Wood, 1863;            | C. exilimanus, Teruel & Stockwell, 2002; | C. exsul, Meise, 1934;                  |
| C. farri, Armas, 1976;                 | C. flavopictus, Pocock, 1898;            | C. fulvipes, Pocock, 1898;              |
| C. gracilis, Latreille, 1804;          | C. griseus, C. L. Koch, 1844;            | C. guanensis, Franganillo, 1930;        |
| C. hentzi, Banks, 1900;                | C. hoffmanni, Armas, 1996;               | C. infamatus, C.L. Koch, 1844;          |
| C. insalanus, Thorell, 1876;           | C. jaragua, Armas, 1999;                 | C. koesteri, Kraepelin, 1912;           |
| C. limbatus, Pocock, 1898;             | C. limpidus, Karsch, 1879;               | C. luceorum, Armas, 1999;               |
| C. mahnerti, Lourenço, 1983;           | C. marcanoi, Armas, 1981;                | C. margaritatus, Gervais, 1841;         |
| C. melanodactylus, Teruel, 2001;       | C. navarroi, Teruel, 2001;               | C. nigrescens, Pocock, 1898;            |
| C. nigrimanus, Pocock, 1898;           | C. nigrovariatus, Pocock, 1898;          | C. nitidus, Thorell, 1876;              |
| C. noxius, Hoffmann, 1932;             | C. ochraceus, Pocock, 1898;              | C. orizaba, Armas & Martin-Frias, 2003; |
| C. pallidiceps, Pocock, 1902;          | C. platnicki, Armas, 1981;               | C. pococki, Sissom & Francke, 1983;     |
| C. rileyi, Sissom, 1995;               | C. robertoi, Armas, 1976;                | C. schmidti, Sissom, 1995;              |
| C. sculpturatus, Ewing, 1928;          | C. sissomi, Armas, 1996;                 | C. stockwelli, Teruel, 2001;            |
| C. subgranosus, Kraepelin, 1898;       | C. suffusus, Pocock, 1902;               | C. testaceus, DeGeer, 1778;             |
| C. thorellii, Kraepelin, 1891;         | C. underwoodi, Armas, 1976;              | C. vittatus, Say, 1821.                 |